# Baeoura alexanderi
Baeoura alexanderi är en tvåvingeart som beskrevs av Mendl och Bo Tjeder 1974. Baeoura alexanderi ingår i släktet Baeoura och familjen småharkrankar. Inga underarter finns listade i Catalogue of Life.